# Becalelova akademie umění a designu
Becalelova akademie umění a designu (hebrejsky בצלאל, אקדמיה לאמנות ועיצוב‎) je národní škola umění a designu v Izraeli, založená v roce 1906 litevsko-židovským umělcem Borisem Šacem. Pojmenována je po biblické postavě Becal'elovi, jehož Mojžíš pověřil stavbou stanu setkání. Nachází se v areálu Hebrejské univerzity na hoře Skopus v Jeruzalémě, s některými dalšími malými areály v Jeruzalémě a Tel Avivu.